# Reichskommissariat
Reichskommissariat bezeichnet allgemein das von einem Reichskommissar in der Zeit des Nationalsozialismus verantwortete Amt bzw. Verwaltungsorgan und -gebiet; sie teilen sich in rein zivil entstandene Institutionen im Deutschen Reich bis 1938 und auf militärische Territorialexpansion beruhende Einheiten ab 1938.

## Im Deutschen Reich 1923–1935
Hierbei handelte es sich um eine in Form der Reichsexekution auf Grundlage des sog. Notverordnungsparagraphen 48 der Weimarer Reichsverfassung von der Reichsregierung eingesetzte Staatsregierung in einem Land des Deutschen Reiches; für die spätere Entwicklung einflussreich war vor allem die 1932 erfolgte Absetzung der preußischen SPD-Regierung durch den sog. Preußenschlag des Reichskanzlers Franz von Papen im Kontext der autoritären Umbaupläne der Staatsverfassung seitens der Reichsregierung v. Papens. Ab 1933 waren sie Teil der allgemeinen Gleichschaltung der Länder im Zuge der NS-Machtergreifung. Im Einzelnen:
1923 in Mitteldeutschland:
- Reichskommissariat Heinze (29. Oktober 1923 bis 30. Oktober 1923). Zum Kontext s. Deutscher Oktober.

Ab 1932 in Preußen (auf Grundlage des Preußenschlages und seiner Beibehaltung über die Regierung Papen hinaus):
- Reichskommissariat Papen I (20. Juli 1932 bis 29. Oktober 1932)
- Reichskommissariat Papen II (Oktober bis Dezember 1932)
- Reichskommissariat Schleicher (3. Dezember 1932 bis 28. Januar 1933)

In anderen deutschen Ländern:
- Reichskommissariat Wagner (10. März bis 8. Mai 1933). Entstand infolge des Zweiten Gleichschaltungsgesetzes, als Innenminister Wilhelm Frick den Gauleiter Robert Wagner zum Reichskommissar für Baden ernannte und Wagner daraufhin zur Absetzung der in Baden regierenden Weimarer Koalition das Staatsministerium besetzen ließ; endete nach knapp zwei Monaten durch Ernennung Wagners zum Reichsstatthalter, der mit Blick auf die aufmüpfige SA (s. Röhm-Putsch: Vorgeschichte) ein erfolgreiches: „Ende der Revolution“ und damit auch des badischen Reichskommissariats verkündete.
- Reichskommissariat für die Rückgliederung des Saarlandes (ab 1935). Entstand infolge der Volksabstimmung im Saargebiet 1935.

## Im Großdeutschen Reich ab 1938
Hier handelte es sich um den Amtsbereich eines Reichskommissars als zivile Besatzungsbehörde in Gebieten, die zuvor einer Militärverwaltung der Wehrmacht unterstanden hatten (und nicht Teil des „Großdeutschen Reiches“ waren); ihr Charakter unterschied sich deutlich im Hinblick auf die Besatzungspolitik gegenüber der nichtjüdischen einheimischen Bevölkerung im Osten (wo im Rahmen des Generalplans Ost auch die nichtjüdische Bevölkerung erheblich dezimiert und eine großflächige „Germanisierung“ durch Ansiedlung großer deutscher Bevölkerungsteile geplant war) einerseits und in West- und Nordeuropa andererseits. Im Einzelnen:
- Im Osten:
  - Reichskommissariat Ostland
  - Reichskommissariat Ukraine
- Im Westen:
  - Reichskommissariat Norwegen
  - Reichskommissariat Belgien und Nordfrankreich
  - Reichskommissariat Niederlande
- Lediglich geplant:
  - Reichskommissariat Kaukasien
  - Reichskommissariat Moskowien

## Vergleichbare NS-Verwaltungseinheiten
Eine vergleichbare Funktion, allerdings eine relative Mittelstellung zwischen Ost und West in puncto Besatzungspolitik nahm das Protektorat Böhmen und Mähren ein, dessen Rechtsstellung, trotz formaler Annexion ans Reich, in der NS-Verwaltung definitorisch ein vages Konstrukt mit „atypischer Erscheinungsform“ blieb; es war faktisch das einzige slawische Gebiet, wo einer slawischen Bevölkerung, den Tschechen, unter nationalsozialistischer Herrschaft annähernde Gleichberechtigung mit westeuropäischer Besatzungsbevölkerung und eine formale Reichsbürgerschaft im Großdeutschen Reich zugesprochen wurde. Hierbei muss erwähnt werden, dass im Reichskommissariat Ostland eine ähnliche Politik gegenüber den (anders als die osteuropäischen Slawen) nicht zur Vernichtung vorgesehenen Balten geplant war, aufgrund der kürzeren Besatzungszeit während der turbulenteren Kriegsjahre aber keine formale juristische Realität erlangte.
Nicht zu den Reichskommissariaten gerechnet wird das Generalgouvernement im besetzten Polen, trotz mangelnder formaler Annexion ans Reich, wo die nationalsozialistische Terror- und Vernichtungspolitik ihr freiestes, ungestörtestes und langlebigstes Experimentierfeld mit der geringsten Hemmung durch formale Verwaltungsstrukturen während des Krieges entfaltete.